# Küppers und Möller

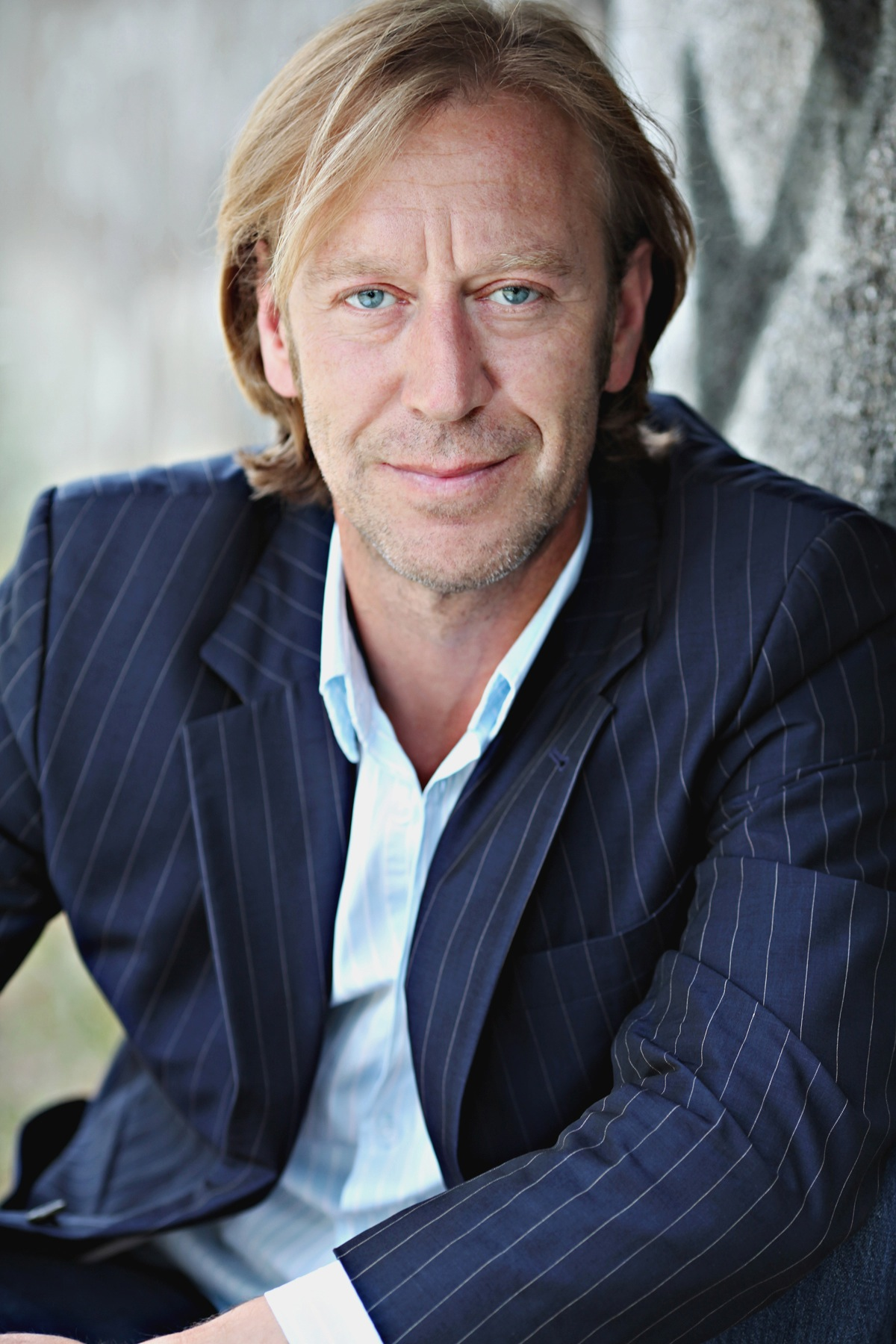
Oliver Stritzel alias Karl-Heinz „Kalle“ Küppers

Die Kriminalhauptkommissare Karl-Heinz „Kalle“ Küppers, gespielt von Oliver Stritzel, und Sigurd „Sigi“ Möller, gespielt von Martin Lindow, sind fiktive Personen aus der ARD-Krimireihe Polizeiruf 110, die von 1995 bis 2004 in insgesamt 8 Fällen ermittelten.

## Hintergrund

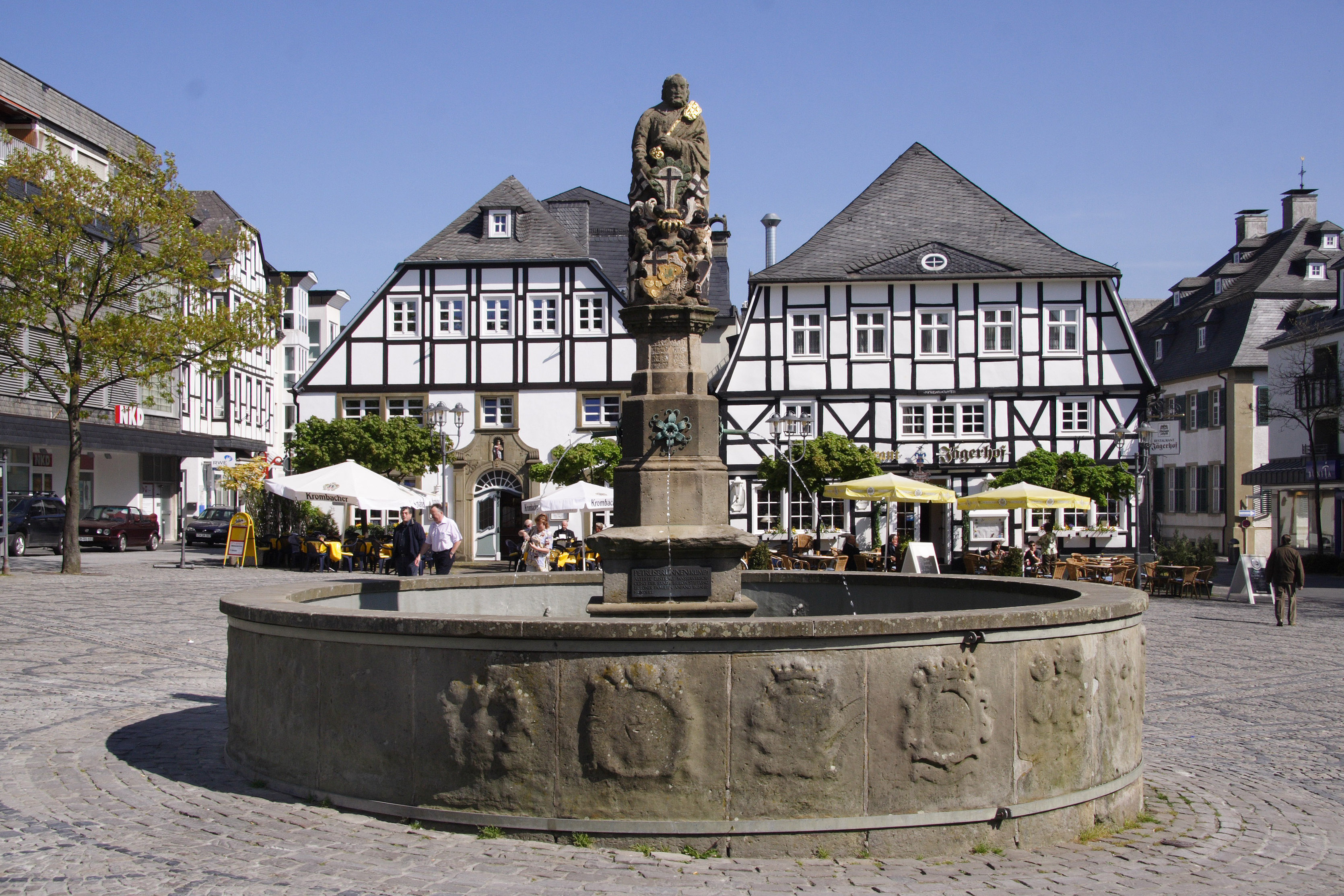
Ermittlungsort Brilon, das fiktive Volpe

Ermittlungs- und Drehorte waren Brilon (im Film das fiktive Städtchen Volpe) und seine Umgebung.

## Figuren

### Karl-Heinz „Kalle“ Küppers
Kriminalhauptkommissar Karl-Heinz „Kalle“ Küppers, gespielt von Oliver Stritzel, wird durch eine Sonderkommission des Bundeskriminalamts nach Volpe versetzt. Während seiner Arbeit flirtet er gerne mit Frauen und kann durch seinen Charme auch für seinen Beruf nützliche Informationen aus den Menschen locken.

### Sigurd „Sigi“ Möller
Kriminalhauptkommissar Sigurd „Sigi“ Möller, gespielt von Martin Lindow, wird wie sein Kollege Küppers durch eine Sonderkommission des Bundeskriminalamts nach Volpe versetzt. Er ist in seine Kollegin Gabi Bauer verliebt.

### Weitere Figuren
- Gabi Bauer (Andrea Sawatzki; 1995–2000, 2004)
- Oma Kampnagel (Inge Meysel)

## Folgen
| Folge | Titel               | Sender | Erstausstr.   | Ermittler                  | Fall                    | Autor                             | Regie        | Besonderheiten                                 |
| ----- | ------------------- | ------ | ------------- | -------------------------- | ----------------------- | --------------------------------- | ------------ | ---------------------------------------------- |
| 169   | 1A Landeier         | WDR    | 9. Apr. 1995  | Sigi Möller, Kalle Küppers | Möller (1), Küppers (1) | Dirk Salomon, Thomas Wesskamp     | Ulrich Stark | Ausgezeichnet mit dem Adolf-Grimme-Preis 1996. |
| 177   | Roter Kaviar        | WDR    | 19. Nov. 1995 | Sigi Möller, Kalle Küppers | Möller (2), Küppers (2) | Dirk Salomon, Thomas Wesskamp     | Ulrich Stark |                                                |
| 187   | Gänseblümchen       | WDR    | 16. März 1997 | Sigi Möller, Kalle Küppers | Möller (3), Küppers (3) | Dirk Salomon, Thomas Wesskamp     | Ulrich Stark |                                                |
| 201   | Mordsmäßig Mallorca | WDR    | 7. Juni 1998  | Sigi Möller, Kalle Küppers | Möller (4), Küppers (4) | Dirk Salomon, Thomas Wesskamp     | Ulrich Stark |                                                |
| 218   | La Paloma           | WDR    | 7. Mai 2000   | Sigi Möller, Kalle Küppers | Möller (5), Küppers (5) | Margot Rothkirch, Michael Fengler | Ulrich Stark |                                                |
| 219   | Bruderliebe         | WDR    | 17. Sep. 2000 | Sigi Möller, Kalle Küppers | Möller (6), Küppers (6) | Dirk Salomon, Thomas Wesskamp     | Ulrich Stark |                                                |
| 234   | Fliegende Holländer | WDR    | 23. Dez. 2001 | Sigi Möller, Kalle Küppers | Möller (7), Küppers (7) | Margot Rothkirch, Michael Fengler | Ulrich Stark |                                                |
| 257   | Mein letzter Wille  | WDR    | 31. Mai 2004  | Sigi Möller, Kalle Küppers | Möller (8), Küppers (8) | Dirk Salomon, Thomas Wesskamp     | Ulrich Stark | Letzter Fall mit Möller und Küppers            |